# Ried (Monheim)
Ried ist ein Gemeindeteil der Stadt Monheim im Landkreis Donau-Ries (Regierungsbezirk Schwaben, Bayern).

## Geographie
Das Kirchdorf liegt etwa 1,5 Kilometer südöstlich von Monheim.

## Geschichte
Die Gegend um Ried war schon sehr früh besiedelt, was Funde aus Kelten- und Römerzeit beweisen. Im Mittelalter gehörte der Ort zur Grafschaft von Lechsgemünd-Graisbach, später befand er sich im Besitz des Benediktinerinnenklosters Monheim.
Am 1. Mai 1978 wurde die bis dahin selbständige Gemeinde Ried in die Stadt Monheim eingegliedert.

## Sonstiges
In Ried steht der letzte bekannte Altbaum der Apfelsorte „Gewürzkalvill“ in Deutschland.